# Nokia 3310
Nokia 3310 — дводіапазонний (GSM 900/1800), стільниковий телефон фірми Nokia. Випущений в четвертому кварталі 2000 року, прийшовши на зміну моделі Nokia 3210. Nokia 3310 — одна з найвдаліших моделей в історії: було продано близько 126 мільйонів апаратів.

## Конструкція
Nokia 3310 — компактний, хоча досить важкий (133 г). Апарат з монохромним рідкокристалічним дисплеєм роздільною здатністю 84 на 48 пікселів. Форма його — злегка закруглений паралелепіпед, що зручно лежить в долоні. Крім десяти цифрових (0-9) клавіш, клавіш «*» і «#», він має також чотири функціональних — скидання (скасування, вихід на верхній рівень меню), клавіші «вперед» і «назад», а також «головну» велику клавішу (служить для виклику меню, вибору пунктів тощо) і зверху телефону клавішу вмикання/вимикання/вибору профілю.
У нижній частині корпусу є роз'єми для підключення пристрою заряду акумулятора й гарнітури (або автомобільного комплекту типу «hands free»). Кнопка включення живлення знаходиться на верхньому торці телефону. Стандартного інтерфейсу для обміну даних з комп'ютером або іншими апаратами не передбачено, проте є можливість перепрошивки внутрішньої програми за допомогою програматора.
Лицьова і задня панелі знімні, що дозволяє змінювати зовнішній вигляд апарата. Також користувачеві доступні «заставки» на екран і мелодії для сигналу дзвінка, які можна завантажити або створити самостійно за допомогою вбудованого редактора мелодій (є можливість призначити окремий сигнал для будь-якого абонента).
Nokia 3310 також перевидали HMD Global під брендом Nokia.

## Програмне забезпечення
Крім безпосередньо функцій здійснення і прийому дзвінків та обміну миттєвими повідомленнями (підтримується система T9), вбудоване програмне забезпечення апарата включає програми: «Таймер», «Будильник», «Калькулятор», систему голосового набору, а також чотири гри — «Snake II», «Pairs II», «Space Impact» i «Bantumi». Блокування клавіатури тільки ручне.

## Модифікації
- Nokia 3315 — азійська версія апарата, має вбудований редактор картинок для обміну через SMS, автоматичне блокування клавіатури і деякі інші зміни.
- Nokia 3330 — відрізняється від базової версії кольором корпусу, типом акумулятора в комплекті, наявністю WAP і однією додатковою грою.
- Nokia 3350 — азійська версія апарата, аналогічна версії 3315, доданий WAP і роздільну здатність екрану збільшено до 96 на 64 пікселі.
- Nokia 3390 — північноамериканська модель, працює в діапазоні GSM 1900.
- Nokia 3395 — північноамериканська модель, аналогічна 3390 з додаванням функцій моделі 3315

## Службові коди моделі
- *#06# — показує номер IMEI;
- *#0000# — показує номер версії програмного забезпечення (прошивки);
- *#92702689# (*#war0anty#) — показує час безперервної роботи апарата у форматі год: хв: сек;
- *3370#, #3370# — для вмикання/вимикання EFR-режиму підвищення якості передачі голосу.;
- *4720#, #4720# — для вмикання/вимикання HR-режиму підвищення якості передачі голосу;
- *#746025625# (*#sim0clock#) — для перевірки стану SIM-годинника.

Ці коди працюють на більшості моделей Nokia.

## Використання в кінематографі
- У фільмі «Повсталий з пекла 8: Пекельний світ» на дивній вечірці всім присутнім дають цю модель телефону для спілкування між собою.
- У фільмі «Три лиця жаху» Карло використовує цю модель телефону.

## Цікаві факти

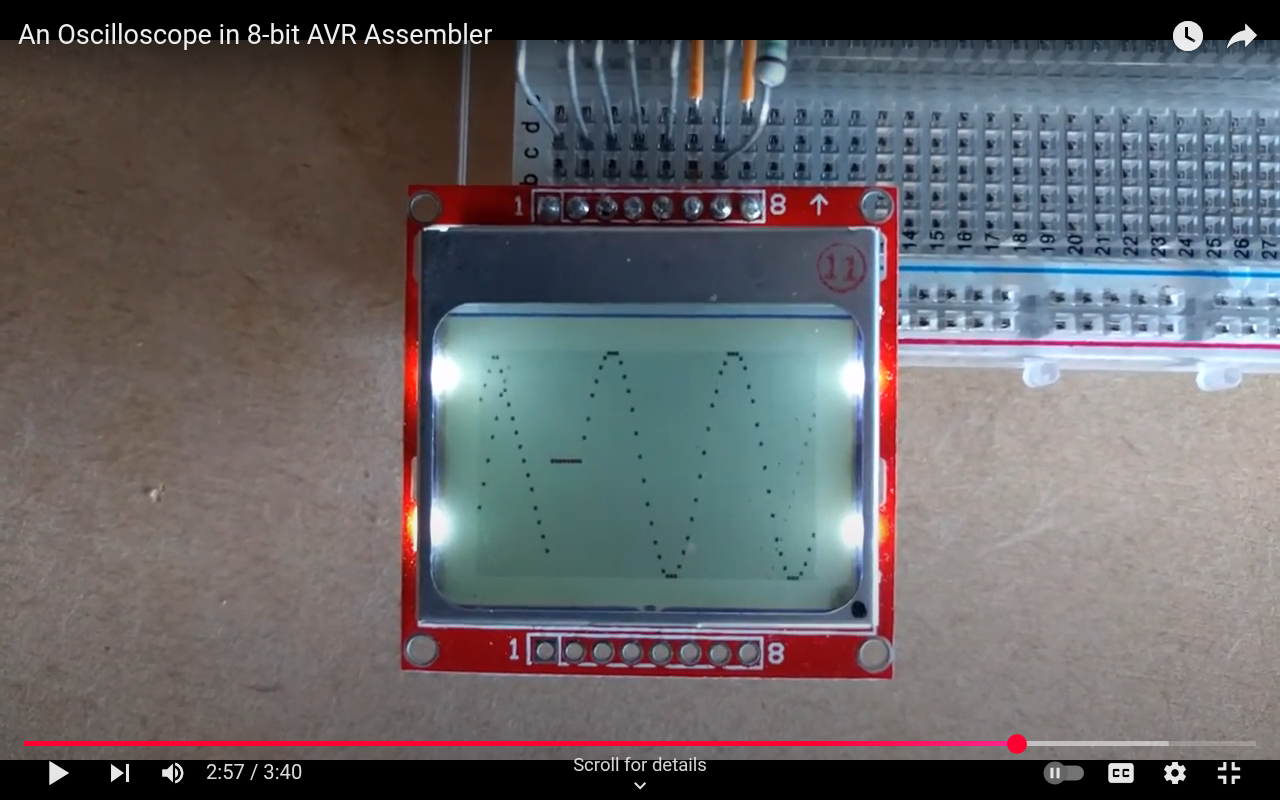
Саморобний осцилоскоп з дисплеєм на основі PCD8544

- Корпус Nokia 3310 може бути швидко замінений користувачем без застосування інструментів. Компанією Nokia пропонувалася гама з 5 основних кольорів корпусу (червоний, жовтий, синій, срібний і майже білий[1], (невдовзі — чорний). Згодом з'явилося безліч альтернативних забарвлень корпусів. Одним з найоригінальніших був прозорий корпус, що дозволяв бачити внутрішній устрій телефону.
- Дисплей Nokia 3310 такий же як і у попередника — Nokia 5110, забезпечується контролером PCD8544 з нескладним інтерфейсом керування. Завдяки цьому і доступності він отримав поширення в різних радіоаматорських конструкціях для відображення текстової, цифрової і нескладної графічної інформації[2]. Ціна на комплект дисплея і контролера є однією з найнижчих на ринку матричних РК-дисплеїв.
- У телефон Nokia 3310 після деякого доопрацювання можна вставляти Flash-пам'ять для читання електронних книг[3].
- Оскільки сервісний роз'єм в телефоні Nokia 3310 перебуває під акумулятором, то при підключенні апарата до комп'ютера, акумулятор вставляється в спеціальне гніздо в самому кабелі.
- Для перепрошивки телефону Nokia 3310 потрібно два різних кабелі.
- Завдяки високій міцності телефону він став інтернет-мемом.
- У листопаді 2015 року Nokia 3310 був обраний одним із перших трьох «національних емодзі» Фінляндії. Емодзі називають «Незламним», оскільки телефон був відомий своєю вищезгаданою міцністю та довговічністю.[4]